# Il segno della legge
Il segno della legge (The Tin Star) è un film western del 1957 diretto da Anthony Mann, con protagonisti Henry Fonda e Anthony Perkins.

## Trama
Morg Hickman è un vecchio cacciatore di taglie che una volta faceva il tutore della legge, deciso a passare la mano addestra un giovane sceriffo aiutandolo prima a catturare degli assassini e poi proteggendolo dalla vendetta del boss locale.

## Riconoscimenti
- 1958 - Premio Oscar
  - Candidatura per la migliore sceneggiatura originale a Barney Slater, Joel Kane e Dudley Nichols.